# Festival Omladina 1968.
```
                              Festival Omladina 1968
```

```
  Popis pjesama , autora glazbe , autora teksta i izvođača.
  Pjese se izvode u dvije izvedbe ( alternacije ) i u dva aranžmana.
```

```
     1. Lutanje ( Dražen Zimonjić   ) - Karlo Klemenčić - Mladen Biočina
     2. Kad je spavao grad ( Ifeta Olujić    ) - Dragan Jović - Stojan Zerzevski
     3. Daj mi vremena ( Mihajlo Kovač ) - Mihajlo Kovač - Žarko Dančuo
     4. Više ne postojiš ( Tibor Balaš   ) - Katja Markotić - Kemal Monteno
     5. Veseli svet ( Đorđe Uzelac  ) - grupa Džentlmeni -Zoran Vidović
     6. Eja shpirti im ( Selim Ballata ) - Selim Ballata - Jasmina Baralić
     7. Moja ulica ( Boža Knežević ) - Dragan Komadinić - Boža Knežević
     8. Drugu ljubiš ( Slave Dimitrov ) - Slave Dimitrov - grupa Zlatni akordi 
     9. San ( Nenad Đukić ) - Daliborka Stojšić - Branka Kovačević
     10. Ponekad ( Lajoš Pongo ) - Neda Ukraden - Tatjana Gros
     11. Balada ( Dražen Zimonjić ) - Dragan Komadinić - Kemal Monteno
     12. Ako želiš kraj ( Slave Dimitrov ) - Dragan Jović - Neda Ukraden
     13. Ugy varlak , kedvesem ( Nikola Jager ) - Julija Bisak - Tatjana Gros
     14. Radujmo se ( Stjepo Martinović ) - Karlo Klemenčić - Žarko Dančuo
     15. Sunce sja za nas ( Frano Parać ) - grupa Zlatni akordi - Daliborka Stojšić i Stjepo 
         Martinović )
     16. Vrati se ( Jovan Krakovski ) - Stojan Zerzevski - Katja Markotić
     17. Varaš se ( Tibor Balaš ) - Branka Kovačević - Slave Dimitrov
     18. Naša mladost ( Dragan Jelić ) - Zoran Vidović - grupa Džentlmeni
     19. A sad odlazi ( Novak Tešić ) - Jasmina Baralić - Mihajlo Kovač
     20. 14 mi godina nije ( Slobodan Stupar ) - Stjepo Martinović - Mladen Biočina
```

```
         Nagrade stručnog žirija :  1. Slave Dimitrov ( Drugu ljubiš )
                                    2. Frano Parać ( Sunce sja za nas )
                                    3. Lajoš Pongo ( Ponekad )
```

```
         Nagrada publike : Dragan Zimonjić ( Balada )
         Nagrada za najmoderniju kompoziciju : Slave Dimitrov ( Drugu ljubiš )
         Nagrada za najmlađeg kompozitora : Slobodan Stupar( 14 mi godina nije)
         Nagrada za interpretaciju : Žarko Dančuo i Tatjana Gros
```

Izvori : ilustrirani tjednik Studio, internetska stranica Sva ta muzika.

## Vanjske poveznice
- (srp.) Festival Omladina  Arhivirana inačica izvorne stranice od 29. prosinca 2018. (Wayback Machine)
- (srp.) Facebook
- (srp.) Subotica.com